# Arhitektura Hrvaške
Hrvaška arhitektura ima korenine v dolgi zgodovini naseljevanja Hrvatov na tem območju v štirinajstem stoletju, vendar so v državi še vedno ohranjeni pomembni ostanki prejšnjih obdobij.

## Sodobna arhitektura
Hrvaška osamosvojitvena vojna in konec 20. stoletja sta prinesla splošno revščino prebivalstva, prihod kapitalizma in spremembo zakonodaje, kar je pomenilo splošni slogovni nered na področju arhitekture in urejanja prostora. Nazadnje se po dvajsetih letih gradnje zaključuje Narodna in univerzitetna knjižnica (1995), delo skupine arhitektov pod vodstvom Velimirja Neidhardta, kar je trenutno največji dosežek sodobne arhitekture na Hrvaškem. V prvih letih 21. stoletja se z zaostrovanjem javnih razpisov in večinoma s pomočjo državnega programa Spodbujevalna stanovanja po vsej državi pojavljajo uspešne realizacije stanovanjske gradnje.

## Gradnja
- Cerkev svetega Križa v Ninu, 9. stoletje
- Predromanična cerkev sv. Donata v Zadru iz 9. stoletja
- Znan zvonik katedrale v Splitu.
- Renesančno obzidje Varaždina
- Cerkev sv. Vlaha v Dubrovniku ponoči
- Sedaj zapuščen hotel Haludovo Palace (1971) Borisa Magaša na otoku Krk
- Pisarniški stolp Sky.